# Pierre lithographique
Pour les articles homonymes, voir Pierre.

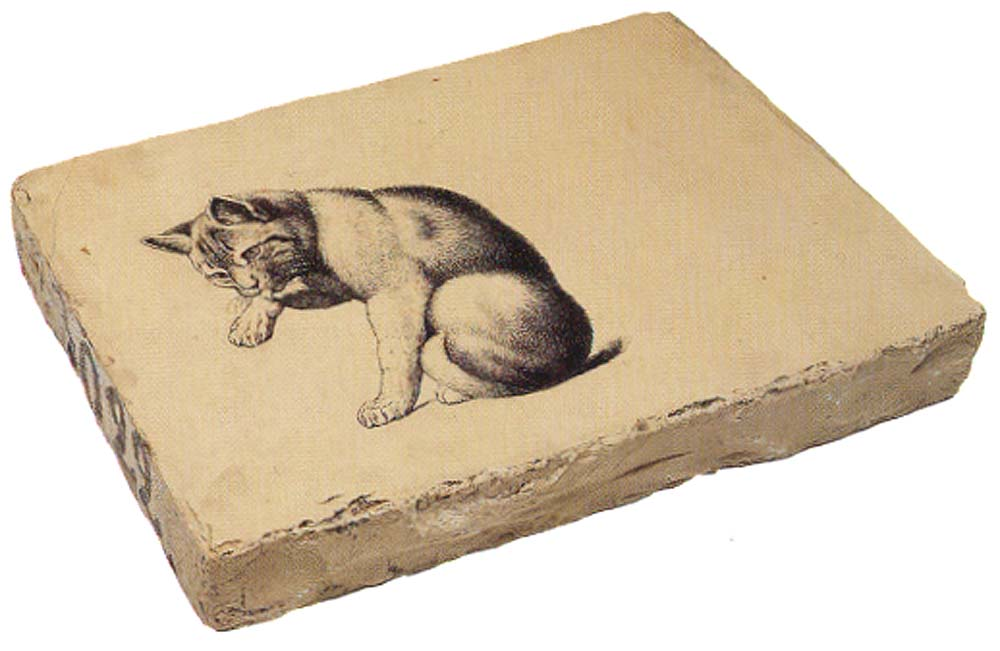
Pierre lithographique d'impression avec motif. La texture de la pierre est uniforme (Archives Gebr. Klingenberg GmbH, Detmold).

Une pierre lithographique est une roche calcaire spécifique, à la fois dure, uniforme et sans imperfection dans sa structure et sa texture, qui sert, sous forme de bloc taillé et aplani, à l'impression lithographique de textes et d'images.
Les géologues distinguent parfois le « calcaire lithographique » du calcaire « sublithographique » (micrite de Folk ou mudstone de Dunham, par exemple).

## Origines géologiques
Le calcaire lithographique et sublithographique se serait formé dans des lagons peu profonds d'eau stagnante, hypersaline et anoxique. La combinaison de ces conditions aurait inhibé le développement du tapis microbien et l'invasion de micro-organismes. Ce type de calcaire apparaît en effet sans trace fossile ou sédimentaire visible, et par ailleurs, la pierre ne semble avoir subi aucune interaction avec les marées ou les courants d'eau,.

## Répartition géographique

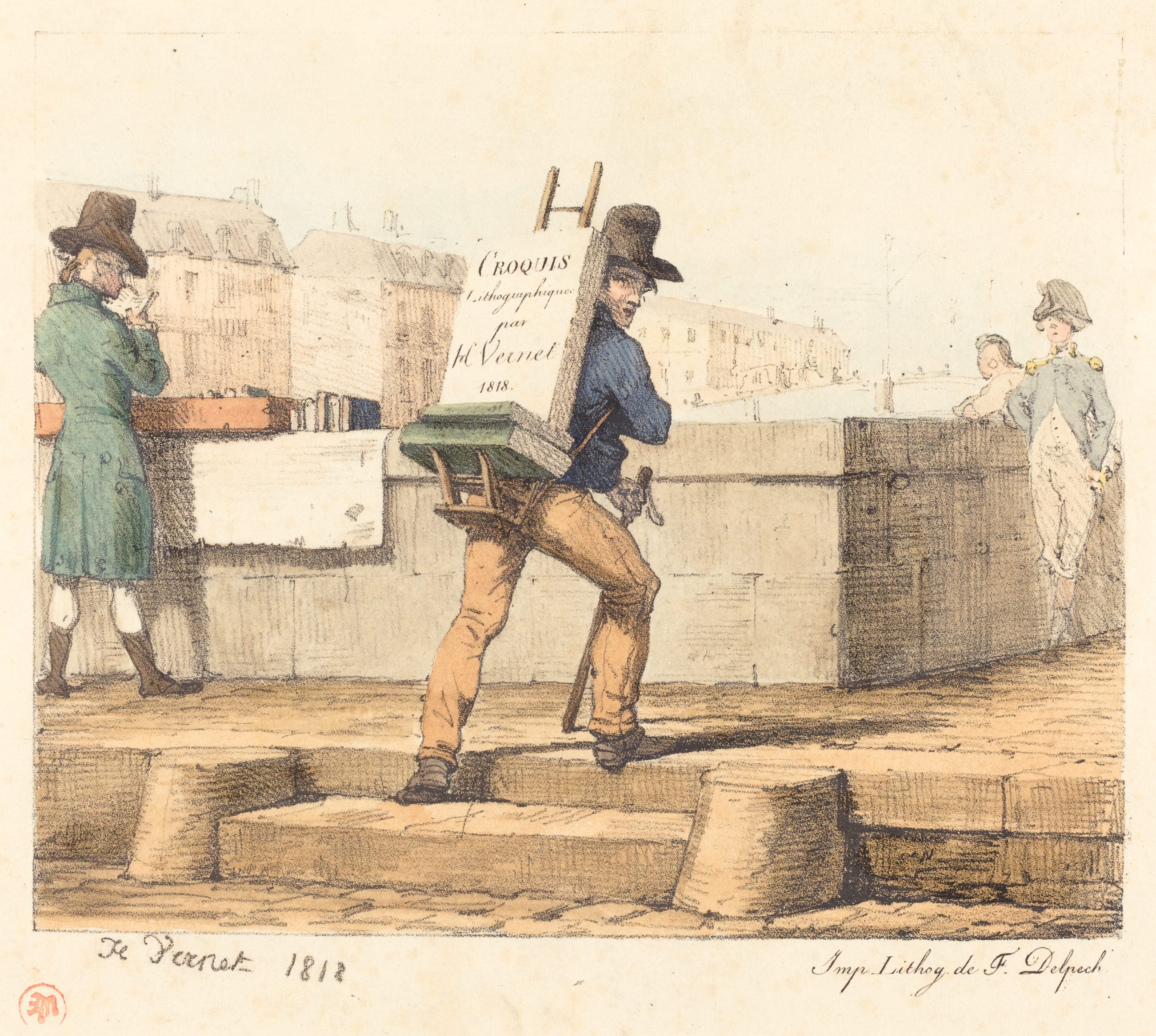
Horace Vernet : Artiste portant une pierre lithographique (vignette, lith. F. Delpech, 1818).

### Allemagne
À Solnhofen en Bavière à la fin du XVIIIe siècle, fut identifié pour la première fois ce type de calcaire. Le dépôt remonte au Jurassique supérieur et seulement une partie de celui-ci peut être utilisée pour fabriquer de la pierre lithographique, appelée plattenkalk (en), possédant un grain d'une grande finesse, et dont les blocs bruts peuvent être débités sous la forme de plaques. Les gisements se trouvent d'une manière générale dans le Jura souabe et franconien, qui a fourni pendant les premières années de l'impression lithographique des matériaux à l'ensemble des ateliers européens,.

### France

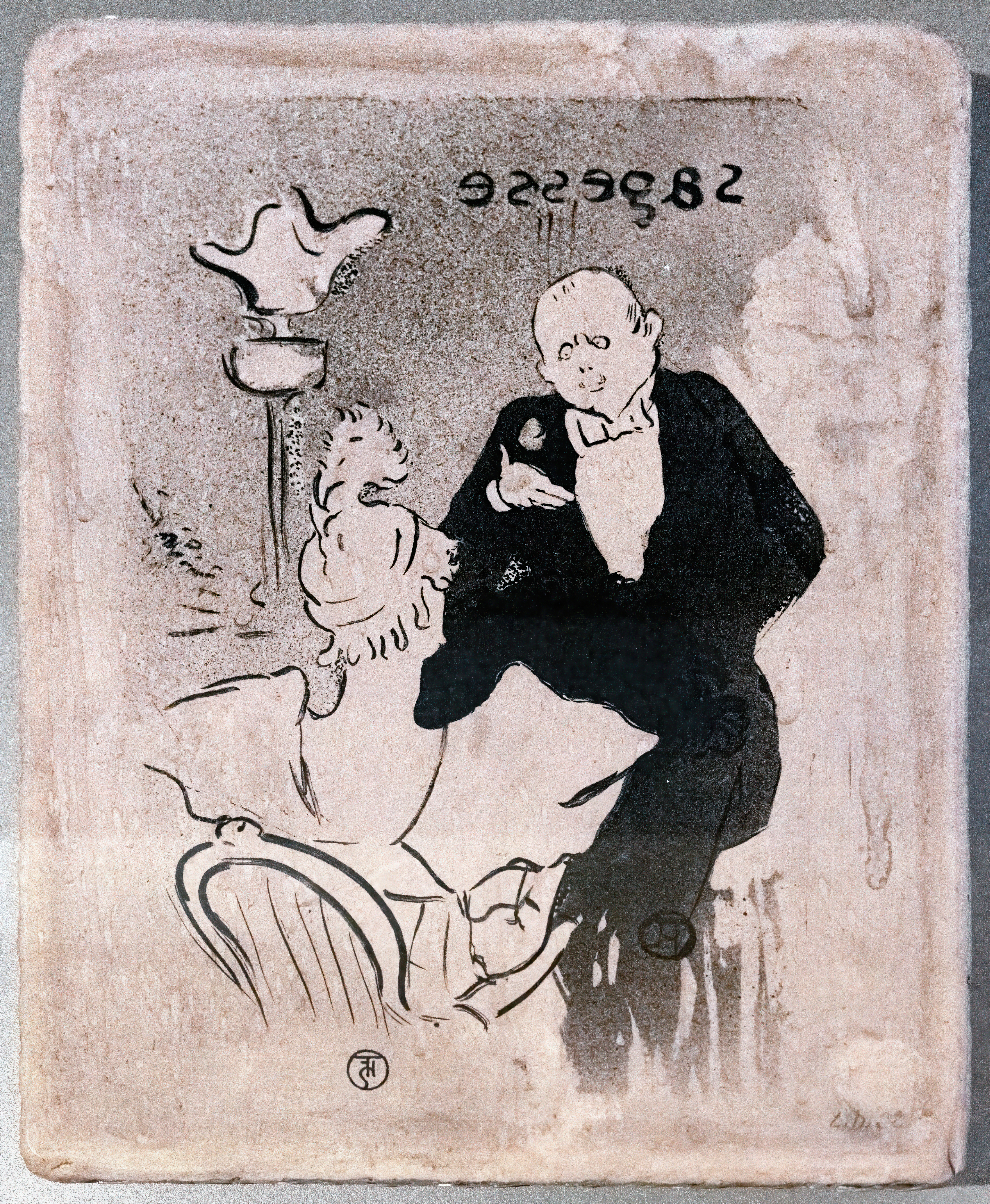
Sagesse - Pierre lithographique Henri de Toulouse-Lautrec

La ville de Montdardier dans le Gard devient le premier centre de production français de pierres lithographiques et l'on peut encore de nos jours y trouver les traces de nombreuses carrières. Cette pierre se trouve dans les couches géologiques du Jurassique inférieur. En 1851, durant la Grande Exposition de Londres, ce matériau reçoit une distinction,. Avec l'évolution du format de l'affiche publicitaire vers 1870-1880, les blocs de calcaire lithographique augmentent en termes de dimension. Un format de 230 × 150 cm fut utilisé par exemple pour imprimer une affiche de Théophile Alexandre Steinlen (Le Locataire, 1913).
Après 1867, un second gisement est exploité du côté de Cerin, dans l'Ain, et  aux Briches sur les hauteurs de Creys, dans l'Isère. Ces dépôts remontent au Kimméridgien, deuxième étage stratigraphique du Jurassique supérieur, où l'on a identifié par ailleurs de remarquables fossiles.

### Espagne
Des carrières à pierres lithographiques ont été exploitées en Espagne près de Santa Maria de Meià sur les flancs sud de la Serra del Montsec (province de Lérida). Ces pierres se trouvent dans les couches du Crétacé inférieur. En 1902, l'ingénieur des mines Lluís Marià Vidal i Carreras (1842-1922) y découvrit un grand nombre de fossiles.

### États-Unis
C'est à Louisville (Kentucky) qu'en 1868 est fondée l'American Lithographic Stone Company. Elle s'approvisionnait à partir de carrières situées dans le comté d'Overton ; puis, peu avant 1900, une deuxième carrière fut ouverte à Brandenburg. Cette entreprise fut le principal fournisseur de pierres lithographiques à usage commercial pour tout le pays jusqu'au début du XXe siècle. L'origine sédimentaire est la couche du Mississippien, correspondant au Serpukhovien du Carbonifère inférieur. Ces pierres furent jugées de qualité inférieure à celles produites en Allemagne.
En 1903, Clement L. Webster découvrit un nouveau gisement de pierres à Orchard (Iowa). Via son entreprise, la Interstate Investment & Development Company, il fonde dans les environs de cette ville un centre de production attenant à la carrière qu'il baptise « Lithograph City ». Géologiquement, cette pierre se situe dans les couches du Dévonien. L'entreprise A. Hoen & Co. (en) située à Baltimore, l'un des plus gros imprimeurs lithographiques de cette époque, jugea la qualité de la pierre excellente. Transformé en simple carrière, le site ferme en 1938.

## Extraction et taille

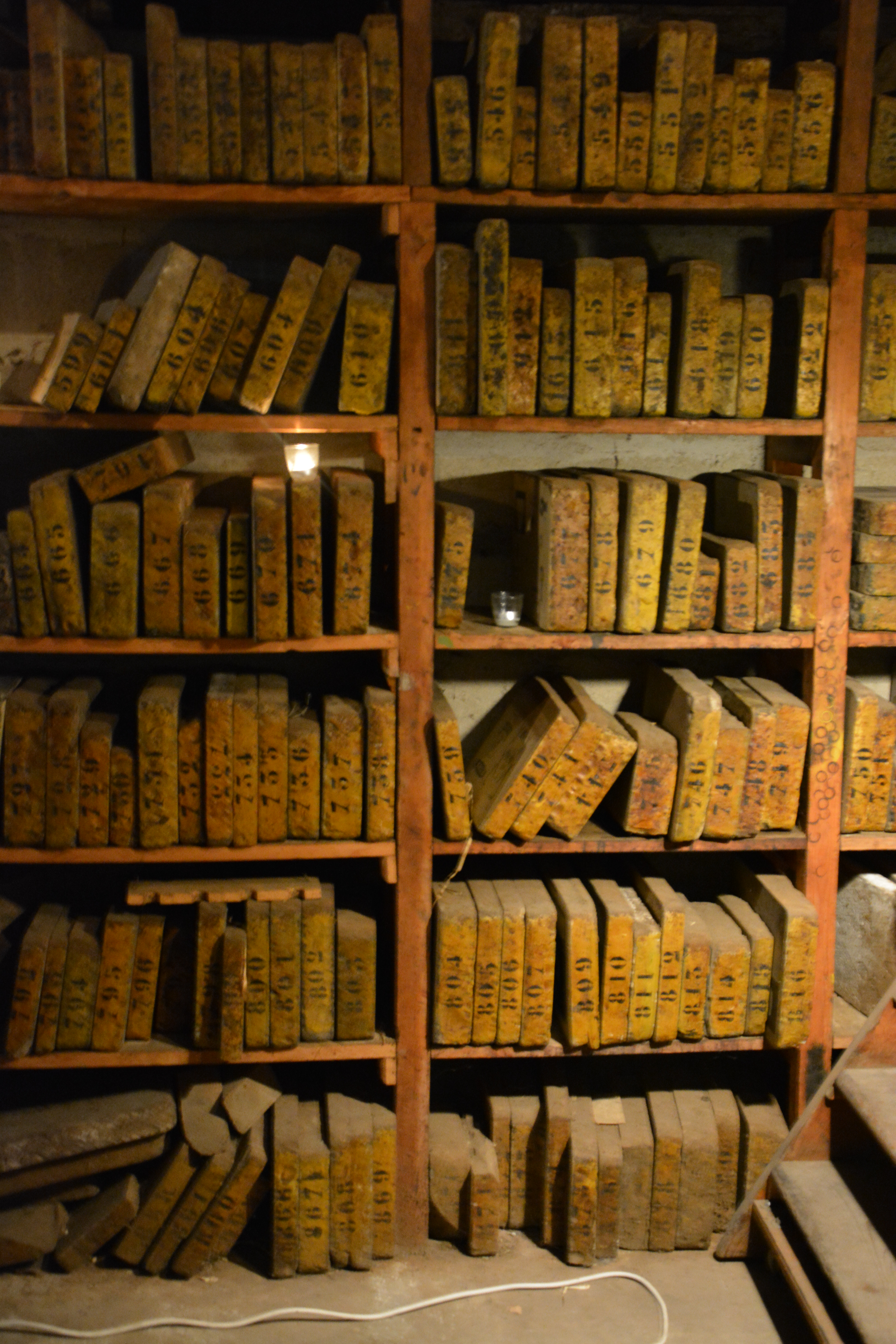
Armoire pour stocker des pierres lithographiques, numérotées et positionnées latéralement (Imprimerie PAM, Brest).

Le calcaire lithographique, du carbonate de calcium, est extrait, sous la forme de blocs, dans des carrières en général à ciel ouvert. Ce matériau se trouve au niveau de couches sédimentaires spécifiques. Une fois extrait, il est très perméable à l'eau, à l'acidification, et peut ensuite se révéler cassant. Il était nécessaire d'en « boucharder » les bords, c'est-à-dire d'y appliquer une sorte de ciment afin de l'imperméabiliser et d'éviter que l'humidité n'y pénètre et que les pierres ne reforment une masse compacte. Les imprimeurs se faisaient en général livrer dans leurs ateliers des pierres de forme rectangulaire d'une épaisseur de 6 centimètres, au bords chanfreinés, et à la surface poncée, vierge de toute aspérité, sans fissure ou veine. De dimensions variables, certaines pierres pouvaient peser jusqu'à vingt kilogrammes, volume et masse qui nécessitaient une logistique de transport et de stockage. Bien entretenue, une pierre peut être réutilisée : dessinée et donc par définition « lithographiée », non rayée, elle permet une nouvelle impression ultérieure ; poncée afin d'en effacer le dessin, elle peut, grâce à un nouvel aplat, servir à l'exécution d'un nouveau motif. De nombreuses pierres lithographiques ont été recyclées pour fabriquer de la chaux.